# Chikkadasenahalli, Sidlaghatta
Chikkadasenahalli là một làng thuộc tehsil Sidlaghatta, huyện Kolar, bang Karnataka, Ấn Độ.